# Anatole de Laodicée
Pour les articles homonymes, voir Anatole.
Anatole d'Alexandrie ou de Laodicée, aussi connu sous le nom d'Anatolius, fut un savant qui vécut de 220 à 282 environ ; il fut évêque de Laodicée (en Syrie) de 268 à sa mort.

## Biographie
Né à Alexandrie où il fut titulaire d'une chaire de philosophie aristotélicienne, il devint coadjuteur de l'évêque de Césarée. Alors qu'il passait par Laodicée pour se rendre au concile d'Antioche, la population le fit s'arrêter dans la ville et le força à remplacer l'évêque Eusèbe qui venait de mourir. Le peu qu'on sache de sa vie et de son œuvre est donné par Eusèbe de Césarée (HE VII 32, 14-19) et quelques fragments des dix livres de ses Introductiones arithmeticae (PG X 232-236).

## Anatole, le computiste
Anatole d'Alexandrie fut aussi un grand computiste (homme de comput), en fait déjà avant qu'il devînt évêque de Laodicée. À l'exemple d'Hippolyte de Rome, mais autrement que ce tout premier computiste, il chercha à calculer la date de Pâques en respectant l'équinoxe de printemps et en se servant de cycles lunaires de dix-neuf ans au lieu de huit ans. Vers 260 il inventa le tout premier cycle lunaire métonique de dix-neuf ans (à ne pas confondre avec le cycle métonique, dont ce cycle lunaire est une application dans le calendrier julien). C’est pourquoi il peut être considéré comme le fondateur du nouveau computus paschalis alexandrin qui commença un demi-siècle après avec la construction active de la deuxième version du cycle lunaire métonique de dix-neuf ans et finalement devait longtemps prévaloir dans toute la chrétienté, jusqu’à l’an 1582, lorsque le calendrier julien fut remplacé par le calendrier grégorien. L’énigme vieille de dix-sept siècles de son cycle pascal de dix-neuf ans (à ne pas confondre avec le cycle pascal de l'Église orthodoxe orientale) fut récemment complètement résolue par les savants irlandais Daniel P. Mc Carthy et Aidan Breen. Ce fameux cycle pascal a survécu en sept différents manuscrits médiévaux complets du texte Latin De ratione paschali. Entre le cycle lunaire de dix-neuf ans d’Anatole et le cycle lunaire alexandrin classique, finalement choisi, de dix-neuf ans qui est contenu dans la table pascale de Dionysius Exiguus et dans la table de Pâques de Bède le Vénérable, il existe un fossé de deux jours qui date d’avant le premier concile de Nicée. Le cycle lunaire métonique de dix-neuf ans actuellement appelé le cycle lunaire alexandrin classique de dix-neuf ans n’est pas celui de la table pascale de l’évèque Théophile d’Alexandrie, mais celui qui fut proposé par Anniane d'Alexandrie et adopté par l’évèque Cyrille d’Alexandrie.

## Hagiographie
Fêté le 3 juillet, il est représenté en habits sacerdotaux.